# 弗雷扎布尔
弗雷扎布尔（Frezarpur）是印度恰蒂斯加尔邦Bastar县的一个城镇。总人口9630（2001年）。

## 人口
该地2001年总人口9630人，其中男性4957人，女性4673人；0—6岁人口1058人，其中男523人，女535人；识字率76.04%，其中男性为82.53%，女性为69.16%。